# Getterson Alves dos Santos
Getterson Alves dos Santos, kurz Getterson genannt (* 16. Mai 1991 in Engenheiro Beltrão), ist ein brasilianischer Fußballspieler.

## Karriere
Getterson war bis 2018 hauptsächlich bei unterklassigen brasilianischen Vereinen aktiv und wurde zwischenzeitlich u. a. an den FC Dallas in die USA und zu den Pohang Steelers nach Südkorea verliehen. Anfang 2019 wechselte er weiter zum portugiesischen Erstligisten Marítimo Funchal und absolvierte dort in anderthalb Jahren 43 Ligaspiele, in denen er fünf Treffer erzielte. Dann ging er für eine Spielzeit zum Al-Ain FC nach Saudi-Arabien. Im Dezember 2021 wechselte Getterson nach Thailand. Hier unterschrieb er einen Vertrag beim Erstligisten Chiangrai United. Für den Verein aus Chiangrai absolvierte er 15 Erstligaspiele. Nach Ende der Saison wurde sein Vertrag in Chiangrai nicht verlängert. Im Juli 2022 kehrte er in seine Heimat zurück. Hier unterschrieb er in Ponta Grossa einen Vertrag beim Operário Ferroviário EC. Für den Zweitligisten bestritt er neun Zweitligaspiele. Im Dezember 2022 zog es ihn nach Bangladesch, wo er einen Vertrag beim Erstligisten Abahani Ltd. Dhaka in Dhaka unterschrieb. Nach einem Spiel wurde sein Vertrag im März 2023 wieder aufgelöst. Von April 2023 bis Ende Juli 2023 war er vertrags- und vereinslos. Am 24. Juli 2023 unterschrieb er in seiner Heimat einen Vertrag beim Zweitligisten Sampaio Corrêa FC.

## Erfolge
FC Dallas
- MLS-Supporters’-Shield-Sieger: 2016
- US-Open-Cup-Sieger:  2016

Coritiba FC
- Staatsmeisterschaft von Paraná: 2017

Fortaleza EC
- Brasilianischer Zweitligameister: 2018